# The Jets (britische Band)
The Jets sind eine britische Rockabilly-Band, die aus den Brüdern Bobby, Ray und Tony Cotton besteht.

## Bandgeschichte
In der ersten Hälfte der 1980er Jahre platzierten sich acht Singles und ein Album des Trios in den britischen Musikcharts. Mit Sugar Doll gelang 1981 erstmals der Charteinstieg. Am erfolgreichsten waren die Lieder Yes Tonight Josephine (1981) und Love Makes the World Go Round (1982) sowie das Album 100% Cotton, die es unter die Top 30 schafften. Der letzte Hitparadenerfolg war 1984 die Single Party Doll.
Auch nach 1984 erschienen diverse Alben und Singles. The Jets touren regelmäßig durch Europa und Übersee.

## Diskografie

### Alben
| Jahr | Titel Musiklabel     | Höchstplatzierung, Gesamtwochen, AuszeichnungChartsChartplatzierungen (Jahr, Titel, Musiklabel, Platzierungen, Wochen, Auszeichnungen, Anmerkungen) | Anmerkungen                                                  |
| Jahr | Titel Musiklabel     | UK | Anmerkungen                                                  |
| ---- | -------------------- | --- | ------------------------------------------------------------ |
| 1982 | 100% Cotton EMI 3399 | UK30 (6 Wo.)UK | Erstveröffentlichung: 29. März 1982 Produzent: Stuart Colman |

Weitere Alben
- 1981: Jets
- 1986: Session Out
- 1988: Cotton Pickin’
- 1991: All Fired Up
- 1993: Turn Up the Guitar
- 1996: Stare Stare Stare
- 2002: Bolt of Lightning
- 2013: Most Wanted Rockin’ Up a Storm
- 2018: 40 Rockin’ Years
- 2020: Isolation Sessions #1
- 2020: Isolation Sessions #2 (feat. Darrel Higham)

### Kompilationen
- 1989: 15 Rockin’ Years
- 1990: The Hitsingles
- 1998: Classic Collection
- 2009: The Singles

### Singles
| Jahr | Titel Album                                                  | Höchstplatzierung, Gesamtwochen, AuszeichnungChartsChartplatzierungen (Jahr, Titel, Album, Platzierungen, Wochen, Auszeichnungen, Anmerkungen) | Anmerkungen |
| Jahr | Titel Album                                                  | UK | Anmerkungen |
| ---- | ------------------------------------------------------------ | --- | --- |
| 1981 | Sugar Doll / Love Bug –                                      | UK55 (3 Wo.)UK | Erstveröffentlichung: 10. August 1981 Autoren: H. Hausey, J. Keller                                                       |
| 1981 | Yes Tonight Josephine / Hideaway 100% Cotton                 | UK25 (11 Wo.)UK | Erstveröffentlichung: 19. Oktober 1981 Autoren: Dorothy Goodman, Winfield Scott Original: Johnnie Ray, 1957               |
| 1982 | Love Makes the World Go Round / I’m Just a Score 100% Cotton | UK21 (9 Wo.)UK | Erstveröffentlichung: 25. Januar 1982 Autor: Ollie Jones Original: Perry Como, 1958                                       |
| 1982 | The Honeydripper 100% Cotton                                 | UK58 (3 Wo.)UK | Erstveröffentlichung: 12. April 1982 Autor und Original: Joe Liggins, 1945                                                |
| 1982 | Somebody to Love / Mandy –                                   | UK56 (3 Wo.)UK | Erstveröffentlichung: August 1982 Autor und Original: Bobby Darin, 1960                                                   |
| 1983 | Blue Skies / Tonight Will Be Alright –                       | UK53 (5 Wo.)UK | Erstveröffentlichung: 11. Juli 1983 Autoren: Evans, Tullock                                                               |
| 1983 | Rockin’ Around the Christmas Tree / Hold On Honey –          | UK62 (4 Wo.)UK | Erstveröffentlichung: 15. Dezember 1983 Autor: Johnny Marks Original: Brenda Lee, 1958                                    |
| 1984 | Party Doll / Best Looking Girl in Town –                     | UK72 (5 Wo.)UK | Erstveröffentlichung: 17. September 1984 Autoren: Jimmy Bowen, Buddy Knox Original: Buddy Knox & the Rhythm Orchids, 1956 |

Weitere Singles
- 1978: Rockabilly Baby / James Dean
- 1979: Sleep Rock’n’Roll / Hey Baby
- 1981: Who’s That Knocking / I Seen Ya
- 1981: Rockabilly Baby / Hey Baby / James Dean / Sleep Rock’n’Roll (EP)
- 1981: Let’s Get It On / Hit It On
- 1984: Heatwave / Ring and Ring
- 1985: Alligator / Wallflower / Girlfriend / Ring and Ring (EP)
- 1995: (You Just Don’t Know How To) Treat Your Man / Stare-Stare-Stare / Kiss Me / Cheap Shots and Alibis (EP)